# Fontaine-Uterte
Fontaine-Uterte è un comune francese di 125 abitanti situato nel dipartimento dell'Aisne della regione dell'Alta Francia.

## Storia

### La prima guerra mondiale
Durante la prima guerra mondiale, dopo la battaglia delle Frontiere dal 7 al 24 agosto 1914, di fronte alle perdite subite, lo stato maggiore francese decise la ritirata dal Belgio. Il 27 agosto 1914 i tedeschi occuparono il villaggio e proseguirono la loro strada verso ovest. Da allora ebbe inizio l'occupazione, che durò fino a ottobre 1918. Durante tutto questo periodo, Fontaine-Uterte restò lontano dai combattimenti, trovandosi il fronte a una quarantina di chilometri a ovest verso Péronne. Il villaggio funse quindi come base arretrata per l'esercito tedesco.

Nel settembre 1918, dopo aspri combattimenti, la Linea Hindenburg fu superata sul Canale di San Quintino e a poco a poco i Tedeschi, attaccati dalle truppe franco-australiane rincularono di villaggio in villaggio. Il 10 ottobre, Fontaine-Uterte fu infine liberata.
Il comune ricevette la Croce di guerra francese 1914-1918 il 17 ottobre 1920.
Sul monumento ai caduti sono scritti i nomi dei 10 soldati del comune caduti per la Francia e due vittime civili.

## Società

### Evoluzione demografica
Abitanti censiti